# Stadio di Cornaredo
Het Stadio Comunale di Cornaredo  is een multi-functioneel stadion in Lugano in Zwitserland. Het wordt bespeeld door FC Lugano en heeft tegenwoordig een capaciteit van 6.330 zitplaatsen. Het werd gebruikt tijdens het WK voetbal in 1954 toen er slechts een wedstrijd werd gespeeld. De capaciteit bedroeg toen ruim 30.000 toeschouwers. Naast voetbal wordt het stadion ook gebruikt voor atletiek.

## WK 1954
| №  | Datum        | Wedstrijd       | Uitslag | Competitie | Toeschouwers |
| -- | ------------ | --------------- | ------- | ---------- | ------------ |
| 1. | 20 juni 1954 | België – Italië | 1 – 4   | WK 1954    | 26.000       |

St. Jakob-Park (Bazel) · Wankdorf (Bern) · Stade des Charmilles (Genève) · Stade Olympique de la Pontaise (Lausanne) · Stadio di Cornaredo (Lugano) · Hardturm (Zürich)